# 迪克島
迪克島是俄羅斯的島嶼，屬於法蘭士約瑟夫地群島的一部分，位於卡爾亞歷山大島以南，由阿爾漢格爾斯克州負責管轄，直徑約0.15公里。